# Zehlendorfer Stichkanal

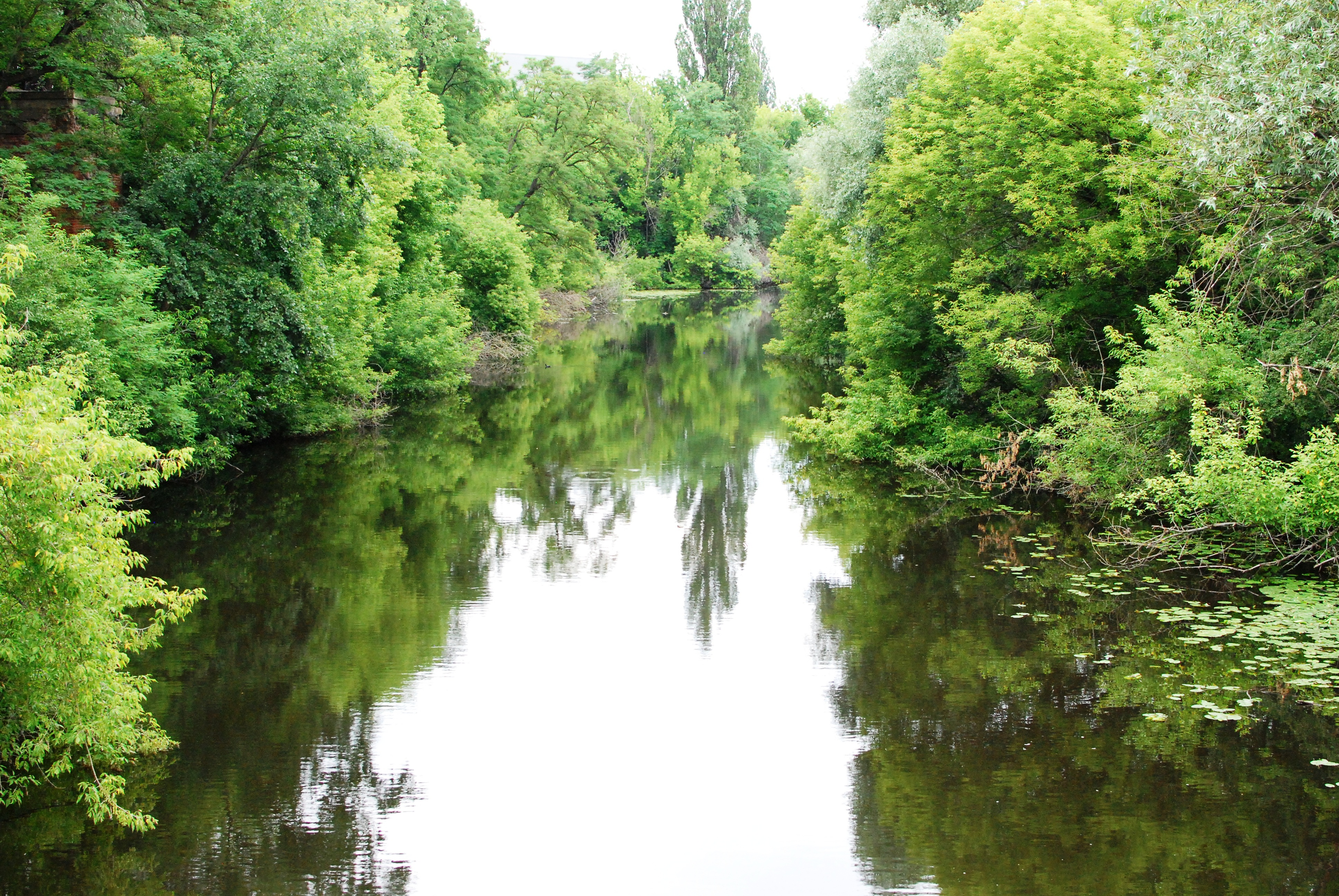
Zehlendorfer Stichkanal an der Abzweigung vom Teltowkanal

Der Zehlendorfer Stichkanal ist eine nördliche Abzweigung vom Teltowkanal am Kilometer 13,49 im Berliner Ortsteil Lichterfelde mit einer Länge von einem Kilometer. Er zählt zu den sogenannten Sonstigen Binnenwasserstraßen des Bundes und gehört rechtlich zum Teltowkanal. Vom Berliner Bezirksamt Steglitz-Zehlendorf wird er als Gewässer-Nr. 191 geführt; zuständig ist das örtliche Naturschutz- und Grünflächenamt. Das Land Berlin ist Eigentümer des Areals außer der Wasserfläche und eines Uferstreifens beidseitig. Die Einfahrt wurde durch das zuständige Wasserstraßen- und Schifffahrtsamt Spree-Havel mit dem allgemeinen Verbotszeichen A.1 der Binnenschifffahrtsstraßen-Ordnung untersagt. Grund hierfür ist die geplante Entwicklung zu einem naturnahen Landschaftsraum.
Der Zehlendorfer Stichkanal ist ein Überrest des ehemaligen Teltower Sees und entstand in der heutigen Form gleichzeitig mit dem Bau des Teltowkanals am Anfang des 20. Jahrhunderts. Damals lag er auf dem Gebiet der Gemeinde Zehlendorf.